# Musée zoologique de Lund
Le musée zoologique de Lund (en suédois Zoologiska museet i Lund) est le plus ancien est l'un des plus grands musées zoologiques de Suède. Il est situé à Lund, et fait partie avec le musée botanique de Lund de l'entité musées biologiques (Biologiska museerna) de l'université de Lund. Il contient environ 10 millions de spécimens (dont une grande partie d'insectes), utilisés pour la recherche et pour des prêts internationaux, et possède des expositions ouvertes au public.

## Histoire
Le musée est l'héritier du cabinet de curiosités musée Stobeanum, dont le naturaliste Kilian Stobaeus a fait don à l'université de Lund en 1735. Le musée comprenait une collection d'animaux de toute sorte, gastéropodes, insectes, objets géologiques, ethnographiques, archéologiques... De cette collection, il reste encore 80 insectes, qui sont ainsi considérés comme la deuxième plus ancienne collection d'insecte au monde. La collection était alors abritée dans le bâtiment Kungshuset sur Lundagård. À la fin du XVIIIe siècle, les collections ont été gérées par Anders Jahan Retzius, figure centrale des sciences naturelles à Lund. Elles se sont ainsi enrichies de dons de Retzius, ainsi que d'autres collectionneurs.
Vers 1800, lors d'une rénovation de Kungshuset, les collections furent transférées dans le bâtiment Kuggis, à proximité. Durant les années qui suivirent, la collection fut modernisée par le zoologiste Sven Nilsson, qui souhaitait avoir un spécimen de chaque espèce de vertébrés de Suède, et des principaux représentants des familles de vertébrés étrangers. Dans les années 1840, la collection fut installée dans l'actuel gamla Biskopshuset, qui venait d'être construit pour abriter les sciences naturelles de l'université. Dans le même temps se construisait l'actuel bâtiment du Musée historique de Lund, sur Krafts torg, au sud de Lundagård, qui devait être la demeure de l'évêque. Mais, selon les volontés de l'évêque, les sciences naturelles s'y installèrent peu de temps après. Lors de son déménagement de Kuggis, le musée reçu de la part du baron Axel Gustaf Gyllenkrok le plus important don de son histoire : une collection de 900 oiseaux étrangers et 460 suédois, ainsi que d'autres animaux.
Parmi les personnes ayant joué un rôle fondamental dans la fondation du Musée suédois d'histoire naturelle, en 1819, se trouvent pas moins de cinq zoologistes de Lund, ce qui montre l'importance de la zoologie à Lund à cette époque. Il s'agit de Sven Nilsson, Bengt Fries, Sven Lovén, Carl Jakob Sundevall et Otto Torell. Des statues de Stobaeus, Retzius et Nilsson, se trouvent autour du bâtiment principal de l'université Lund (sur la place de l'université, et dans Lundagård), ce qui en dit long sur leur importance pour l'université. Ils donnèrent aussi leur nom aux trois étages du musées.
Dans les années 1800, l'entomologie joua un grand rôle à Lund, avec des noms comme Carl Frederick Fallén, Johan Wilhelm Zetterstedt, Anders Gustaf Dahlbom et Carl Gustaf Thomson. Des espèces décrites par ces chercheurs se trouvent dans la collection.
Au début du XXe siècle, un local plus grand devint nécessaire. Le département de zoologie sur la rue Helgonabacken, construit par l'architecte Theodor Wåhlin fut inaugurée, et le musée y déménagea en 1916-1917.

## Exposition
Le musée comprend trois étages: le hall Sven Nilsson, la galerie Retzius et la salle Stobaeus.

### Le hall Sven Nilsson
Le rez-de-chaussée, appelé hall Sven Nilsson contient principalement des squelettes. Des squelettes de plusieurs espèces de baleines sont suspendus au plafond, et en dessous, se situent les squelettes de grands animaux, comme le morse, les phoques, le dugong, et la Rhytine de Steller, aujourd'hui disparu. Il y a aussi des os de girafe et de bison d'Europe. Dans les vitrines le long des murs sont des squelettes de divers ongulés, carnivores et Struthioniformes. La salle comprend également de nombreux os et crânes d'aurochs, collectés en Scanie par Sven Nilsson, ce qui en fait la deuxième plus importante collection d'aurochs au monde (après une située au Danemark), et a une grande valeur scientifique.

### La galerie Retzius
Au premier étage se trouve la galerie Retzius, autour des squelettes de baleines. Les vitrines le long des murs présentent principalement des mammifères. Près de l'entrée, se trouvent les grands mammifères suédois, comme les ours, loups, sangliers et cervidés. Dans les autres vitrines, se trouvent entre autres les rongeurs, carnivores suédois ou étrangers, marsupiaux, primates, ongulés, chauve-souris... C'est aussi à cet étage que se trouve la collection de poissons de Gyllenstiern, et une exposition d'insectes. Sur la rambarde, se trouvent plusieurs coquilles de gastéropodes ou bivalves.

### La salle Stobaeus
Le deuxième étage, appelé salle Stobaeus est la plus grande section du musée. On y trouve principalement une impressionnante quantité d'oiseaux, à la fois des oiseaux suédois, et d'autres oiseaux plus exotiques comme les colibris, paradisiers, perroquets, rapaces, casoars, etc. Le plus ancien spécimen est une bernache à cou roux, trouvée à Lund en 1793, offerte par Retzius. Des œufs, poussins et nids sont aussi exposés. L'étage renferme aussi des reptiles, amphibiens, poissons et invertébrés comme les crustacés, arachnides, mollusques, vers, echinodermes, cnidaires, et autres, pour la plupart conservés dans l'alcool.
Le musée possède aussi un Grand Pingouin, qui pour des raisons de sécurité n'est pas exposé. En effet, l'espèce s'est éteinte en 1844, et il y a peu de spécimens dans les musées du monde entier. Les autres espèces disparues présentes au musée sont le loup de Tasmanie, la tourte voyageuse, le moa, et la rhytine de Steller.
Le musée contient une collection de modèles en verre d'invertébrés, fabriqués à Dresde, ainsi qu'une collection de modèle en cire d'amphibiens, positionnés dans leur environnement naturel, comme un diorama.